# Santa Croce in Gerusalemme
De Santa Croce in Gerusalemme is een aan het Heilig Kruis gewijde basiliek in Rome, gelegen aan het gelijknamige plein, op een paar honderd meter van de Sint-Jan van Lateranen. De Santa Croce is een van de zeven pelgrimskerken van Rome.
De kerk werd ingebouwd in een deel van het voormalig paleis van keizerin Helena, de moeder van keizer Constantijn de Grote, die volgens de legende het Kruis waaraan Christus gestorven is, in Jeruzalem heeft gevonden. De legende van deze kruisvinding wordt uitgebeeld links in de apsis van de basiliek. In de kerk wordt een aantal kruisrelieken bewaard, en ook zou er ooit grond uit Jeruzalem op de vloer gelegen hebben: hier aan dankt de kerk haar achtervoegsel in Gerusalemme, de kerk is niet gewijd aan- maar zou zich daadwerkelijk in een stukje Jeruzalem bevinden. 
De kerk werd in 320 gebouwd rond een kapel die Keizerin Helena al in haar paleis had aangelegd. Onder paus Lucius II onderging de kerk in 1144-45 een grondige renovatie, waarbij ze een romaans uiterlijk kreeg. De huidige, meer barokke verschijningsvorm kreeg de basiliek bij een verbouwing die onder paus Benedictus XIV (wiens titelkerk dit was) in de achttiende eeuw werd uitgevoerd. In die tijd werden ook straten aangelegd die de basiliek verbonden met de Sint-Jan van Lateranen en de Basiliek van Santa Maria Maggiore (Rome).

## Interieur
De belangrijkste kapel is de zogenaamde Kapel van de Kruisrelikwieën. Hier zijn de drie grootste overgeleverde fragmenten van het veronderstelde kruis waaraan Christus stierf te zien. Ook het opschrift INRI, dat in 1496 door paus Alexander VI Borgia authentiek werd verklaard, en een aantal spijkers waarmee Christus aan het Kruis werd genageld, zijn hier te zien. Voorts worden hier bewaard: doornen uit de doornenkroon, de wijsvinger van de Ongelovige Thomas en drie minieme fragmenten van de geselkolom, de geboortegrot en het Heilig Graf. In de toegangshal tot deze kapel is een groter fragment te zien van het kruis waaraan Dismas de goede dief zou zijn gekruisigd.
Vanaf 1915 tot zijn dood in 1932 was deze kerk de titelkerk van de Nederlandse Kardinaal Van Rossum. Een belangrijke kapel is de Sint-Helenakapel. Oorspronkelijk werden in deze kapel de kruisrelieken bewaard. Bijzonder aan deze kapel is dat de aarde eronder afkomstig is van de Calvarieberg. Tot 1935 was deze kapel niet toegankelijk voor vrouwen. Zij konden dus nooit de kruisrelieken aanbidden, behalve op 20 maart, de wijdingsdag van de kapel. Paus Pius XI maakte in 1935 een einde aan dit voorschrift. Toen werden bovendien de kruisrelieken overgebracht naar een nieuwe kapel.

## Titelkerk
De basiliek is sinds 1120 een titelkerk. Houders van de titel waren:
- Amicus (1120-1121)
- Ubaldo Caccianemici (1144-1170)
- Ardoino da Piacenza (1178-1183)
- Albinus (1185-1189)
- Leone Brancaleone (1202-1224)
- Pietro d'Aquila (1294-1298)
- Teodorico Ranieri (1298–1299)
- Raymond de Canillac CRA (1350–1361)
- Guy de Malesec (1375–1384)
- Cosma Gentile Migliorati (1389–1404)
- Giovanni Migliorati (1405–1410)
- Francesco Lando (1411–1424)
- Niccolò Albergati OCart (1426–1433)
- Domenico Capranica (1444–1458)
- Angelo Capranica (1460–1472)
- Pedro González de Mendoza (1478–1495)
- Bernardino López de Carvajal (1495–1507); in commendam (1507–1511)
- Antonio Maria Ciocchi del Monte, in commendam (1511–1527)
- Francisco de los Ángeles Quiñones (1527–1540)
- Marcello Cervini (1540–1555)
- Bartolomé de la Cueva de Albuquerque (1555–1562)
- Giovanni Antonio Capizzuchi (1562–1565)
- Francisco Pacheco de Toledo (1565–1579)
- Albrecht van Oostenrijk (1580–1598)
- Francisco de Múxica Guzmán de Avila (1599–1606)
- Ascanio Colonna (1606)
- Antonio Zapata y Cisneros (1606–1616)
- Gaspar de Borja y Velasco (1616–1630)
- Baltasar Moscoso y Sandoval (1630–1665)
- Alfonso Litta (1666–1679)
- Johann Eberhard Neidhardt SJ (1679–1681)
- Decio Azzolino der Jüngere (1681–1683)
- vacant (1683–1689)
- Pedro de Salazar (1689–1706)
- Ulisse Giuseppe Gozzadini (1709–1728)
- Prospero Lambertini (1728–1740)
- Giuseppe Firrao (1740–1744)
- Gioacchino Bessozzi OCist (1744–1755)
- Luca Melchiore Tempi (1757–1762)
- Lodovico Valenti (1762–1763)
- vacant (1763–1766)
- Nicola Serra (1766–1767)
- vacant (1767–1775)
- Antonio Eugenio Visconti (1775–1788)
- Franziskus von Paula Herzan von Harras (1788–1804)
- vacant (1804–1816)
- Alessandro Malvasia (1816–1819)
- Placido Zurla OSBCam (1823–1834)
- Alessandro Giustiniani (1834–1843)
- Antonio Maria Cagiano de Azevedo (1844–1854)
- János Scitovszky (1854–1866)
- Raffaele Monaco La Valletta (1868–1884)
- Lucido Maria Parocchi (1884–1889)
- Petrus Lambertus Goossens (1889–1906)
- Benedetto Lorenzelli (1907–1915)
- Willem Marinus van Rossum CSsR (1915–1932)
- Pietro Fumasoni Biondi (1933–1960)
- Giuseppe Antonio Ferretto (1961)
- Efrem Forni (1962–1976)
- Victor Razafimahatratra SJ (1976–1993)
- Miloslav Vlk (1994-2017)
- Juan José Omella Omella (2017-heden)

Sant'Agnese fuori le mura · 
Sant'Agnese in Agone · 
Sant'Agostino · 
Sant'Alberto Magno · 
Basilica di Santa Anastasia · 
Sant'Andrea al Quirinale · 
Sant'Andrea delle Fratte · 
Sant'Andrea della Valle · 
Sant'Andrea in Via Flaminia · 
Sant'Angela Merici · 
Santi Angeli Custodi a Città Giardino · 
Sant'Anselmo all'Aventino · 
Sant'Antonio da Padova all'Esquilino · 
Sant'Antonio da Padova in Via Tuscolana · 
Sant’Antonio di Padova a Circonvallazione Appia · 
Sant'Antonio in Campo Marzio · 
Sant'Apollinare alle Terme Neroniane-Alessandrine · 
Sant'Atanasio · 
Sant'Atanasio a Via Tiburtina · 
Santi Aquila e Priscilla · 
Santa Balbina · 
San Bernardo alle Terme · 
Santi Bonifacio e Alessio · 
San Callisto · 
San Camillo de Lellis · 
San Carlo ai Catinari · 
San Carlo al Corso · 
Basiliek van Santa Cecilia in Trastevere · 
San Cesareo in Palatio · 
Santa Chiara a Vigna Clara · 
San Clemente · 
San Corbiniano · 
Santi Cosma e Damiano in Via Sacra · 
San Crisogono · 
Santa Croce in Gerusalemme · 
Santa Croce in Via Flaminia · 
Sacro Cuore di Cristo Re · 
Sacro Cuore di Gesù · 
Sacro Cuore di Gesù agonizzante a Vitinia · 
Dio Padre Misericordioso · 
Santi XII Apostoli · 
San Domenico di Guzman · 
Santi Domenico e Sisto · 
Sant'Elena fuori Porta Prenestina · 
Sant'Eligio dei Ferrari · 
Sant'Emerenziana a Tor Fiorenza · 
Sant'Eugenio · 
Sant'Eusebio · 
Santi Fabiano e Venanzio a Villa Fiorelli · 
San Felice da Cantalice a Centocelle · 
Santa Francesca Romana · 
San Francesco a Ripa · 
San Francesco di Paola ai Monti · 
Friezenkerk · 
San Frumenzio ai Prati Fiscali · 
Il Gesù · 
Gesù Divino Lavoratore · 
San Giacomo in Augusta · 
San Gioacchino ai Prati di Castello · 
Santi Gioacchino e Anna al Tuscolano · 
San Giovanni a Porta Latina · 
San Giovanni Bosco in via Tuscolana · 
San Giovanni Crisostomo a Monte Sacro Alto · 
San Giovanni dei Fiorentini · 
Santi Giovanni e Paolo · 
Santi Giovanni Evangelista e Petronio · 
San Giovanni Maria Vianney · 
San Girolamo dei Croati · 
San Giuliano Martire · 
San Giustino · 
Gran Madre di Dio · 
San Gregorio Magno al Celio · 
San Gregorio Magno alla Magliana Nuova · 
San Gregorio VII · 
Sant'Ignazio · 
Sint-Jan van Lateranen · 
Sint-Juliaan-der-Vlamingen · 
San Leonardo da Porto Maurizio · 
San Leone I · 
San Liborio · 
San Lorenzo in Damaso ·  
San Lorenzo in Lucina · 
San Lorenzo in Panisperna · 
San Luca a Via Prenestina · 
San Luigi dei Francesi · 
Santuario della Madonna del Divino Amore · 
Madonna dell'Archetto - 
Santi Marcellino e Pietro · 
San Marcello al Corso · 
San Marco · 
Santa Maria ai Monti · 
Santa Maria Ausiliatrice in Via Tuscolana · 
Santa Maria Consolatrice al Tiburtino · 
Santa Maria degli Angeli e dei Martiri · 
Santa Maria dei Miracoli en Santa Maria in Montesanto · 
Santa Maria dell'Anima · 
Santa Maria della Pace · 
Santa Maria della Salute a Primavalle · 
Santa Maria della Scala · 
Santa Maria della Vittoria · 
Santa Maria delle Grazie a Via Trionfale · 
Santa Maria del Popolo · 
Santa Maria del Suffragio · 
Santa Maria di Monserrato · 
Santa Maria Domenica Mazzarello · 
Santa Maria Goretti · 
Santa Maria Immacolata a Grottarossa · 
Santa Maria in Aquiro · 
Santa Maria in Aracoeli · 
Santa Maria in Campitelli · 
Santa Maria in Cappella · 
Santa Maria in Domnica · 
Santa Maria in Transpontina · 
Santa Maria in Trastevere · 
Santa Maria in Trivio · 
Santa Maria in Vallicella · 
Santa Maria in Via · 
Santa Maria in Via Lata · 
Santa Maria Liberatrice a Monte Testaccio · 
Santa Maria Madre della Providenza a Monte Verde · 
Santa Maria Madre del Redentore a Tor Bella Monaca · 
Basiliek van Santa Maria Maggiore · 
Santa Maria Regina degli Apostoli alla Montagnola · 
Santa Maria Regina Mundi a Torre Spaccata · 
Santa Maria sopra Minerva · 
Santa Beata Maria Vergine Addolorata a piazza Buenos Aires · 
San Martino ai Monti · 
Natività di Nostro Signore Gesù Cristo a Via Gallia · 
Santi Nereo e Achilleo · 
San Nicola in Carcere · 
Santissimo Nome di Maria al Foro Traiano · 
Nostra Signora del Sacro Cuore · 
Ognissanti in Via Appia Nuova · 
Sant'Onofrio · 
Sint-Pancratiusbasiliek · 
Pantheon (Rome) · 
San Patrizio ·
Sint-Anna in Lateranen ·
Sint-Paulus buiten de Muren · 
Sint-Pietersbasiliek · 
Santi Pietro e Paolo a Via Ostiense · 
San Pietro in Montorio · 
San Pietro in Vincoli · 
Santa Prassede · 
Preziosissimo Sangue di Nostro Signore Gesù Cristo · 
Santa Prisca · 
Santa Pudenziana · 
Santi Quattro Coronati · 
Santi Quirico e Giulitta · 
Santissimo Redentore e Sant'Alfonso in Via Merulana · 
Santa Sabina · 
San Salvatore in Lauro · 
Sint-Sebastiaan buiten de Muren · 
San Silvestro in Capite · 
Santi Simone e Giuda Taddeo a Torre Angela · 
Sixtijnse Kapel · 
Santa Sofia a Via Boccea · 
Santa Susanna · 
Tempietto van San Pietro in Montorio · 
Santa Teresa al Corso d’Italia · 
Trinità dei Monti · 
Sant’Ugo · 
Beata Vergine Maria del Monte Carmelo a Mostacciano · 
Basilica di San Vitale